# Пихтовое (Сахалинская область)
Пи́хтовое — село в Корсаковском городском округе Сахалинской области России.

## География
Находится на Тонино-Анивском полуострове острова Сахалин, при реке Вавай, вблизи её впадения в озеро Большое Вавайское, в 42 км от районного центра — города Корсакова.

## История
Образован как посёлок 10 апреля 1962 года в составе Озёрского поселкового Совета Корсаковского района Сахалинской области РСФСР, а решением облисполкома от 15.08.1962 N 351 О «присвоении наименований вновь возникшим населённым пунктам области» ему присвоено современное название.
Постановлением Администрации Сахалинской области от 26.04.2004 № 50-па посёлок Пихтовый преобразован и переименован в село Пихтовое.

## Население
| 2002 | 2010 | 2013 | 2021 |
| ---- | ---- | ---- | ---- |
| 283  | ↘155 | ↘129 | ↘74  |

По переписи 2002 года население — 283 человека (155 мужчин, 128 женщин). Преобладающая национальность — русские (90 %).